# Mobile (canción de Avril Lavigne)
«Mobile» es el quinto sencillo de Avril Lavigne, de su álbum Let Go.

## Información
Solamente fue realizado en Australia y Nueva Zelanda. Se realizó como un sencillo para radio en Australia, pero fue lanzado también en formato CD de audio en Nueva Zelanda, luego alcanzó el puesto 26 en el Top de Sencillos de RIANZ. La canción aún recibe popularidad gracias a que fue incluida en la banda sonora de Wimbledon en 2004. también fue usada en la película Gigli en 2003. 

## Video musical
El 5 de enero de 2011 ocho años después se filtró a la red un video musical el cual nunca fue lanzado, subido desde una cuenta no oficial. En el video podemos ver a Lavigne cantando en el medio de una ruta en el transcurso de toda la canción con su guitarra.

## Posicionamiento
| Listas                        | Posición |
| ----------------------------- | -------- |
| U.S. Canadian Hot 100         | 91       |
| Australian ARIA Singles Chart | 20       |

- Datos: Q2488614